# 巴巴特
巴巴特（Bhabat），是印度旁遮普邦Rupnagar县的一个城镇。总人口5794（2001年）。

## 人口
该地2001年总人口5794人，其中男性3066人，女性2728人；0—6岁人口815人，其中男436人，女379人；识字率68.04%，其中男性为73.39%，女性为62.02%。